# Jean-Paul Sartre
Jean-Paul Sartre ([ʒɑ̃ pol saʁ.tʁ(ə)], pe numele complet Jean-Paul Charles Aymard Sartre; n. 21 iunie 1905, Paris – d. 15 aprilie 1980, Paris) a fost un filozof francez, reprezentant al existențialismului, scriitor, jurnalist și militant social. A influențat profund generația care i-a urmat, în special tineretul din perioada de după cel de-al Doilea Război Mondial, nu doar prin filozofia și opera sa literară, ci mai ales ca intelectual angajat. Diversele sale angajamente sociale sunt inseparabile de gândirea sa filozofică. În anul 1964 i s-a acordat Premiul Nobel pentru Literatură, dar acesta a refuzat.

## Viața
Jean-Paul Sartre se naște la Paris pe 21 iunie 1905. Este crescut de mamă (tatăl său moare în 1906, pe când el avea doar un an) și de bunicul matern, într-o familie de burghezi înstăriți care îi oferă o educație conservatoare (v. Les Mots). În 1916 mama sa se recăsătorește și familia trebuie să se mute. Intră la liceul din La Rochelle. Între 1924 și 1929 studiază la École Normale Supérieure din Paris, cu accentul pe psihologie, sociologie și filozofie, fiind influențat de opera lui Henri Bergson, Essai sur les données immédiates de la conscience; se va adăuga mai apoi interesul fundamental pentru intenționalitatea husserliană și ontologia lui Heidegger.

### Tinerețea și maturitatea
O cunoaște pe cea care-i va fi alături întreaga viață, Simone de Beauvoir; relațiile lor (despărțite dialectic în „necesare și contingente”) fiind caracterizate de o libertate reciprocă a implicării, pe care amândoi o asumă plenar. Până la izbucnirea celui de al doilea război mondial, Sartre predă filozofia la diferite licee din Le Havre, Laon și Paris, cu o întrerupere în 1933-1934, când are o bursă de studii la Berlin, unde audiază prelegerile lui Edmund Husserl și o seamă de cursuri ale lui Martin Heidegger, a cărui principală operă, Sein und Zeit, îi va inspira interpretări multiple asupra problematicii ființei; ambii filozofi erau, pe atunci, puțin cunoscuți în Franța. Prima sa operă literară, La Nausée (Greața) cuprinzând deja în germene ideile sale filosofice de mai târziu, în special cea a contingenței radicale a existenței, apare în 1938. În 1940, concentrat, ia parte la așa-numitul „război ciudat”; după deschiderea ostilităților este luat prizonier de germani, dar eliberat din stalag un an mai târziu. La Paris participă la câteva grupuri intelectuale de rezistență împotriva ocupației germane (grupul „Socialisme et liberté” care scotea revista cu același nume), activitate care a rămas necunoscută Gestapo-ului și autorităților de ocupație, astfel că reușește să monteze în acei ani piesa de teatru Les Mouches (Muștele, 1943), cu o tematică antiautoritară. Câțiva — Vladimir Jankélévitch, printre ei — aveau să-i reproșeze mai târziu, cu toate acestea, o „lipsă de angajare politică” în acei ani ai ocupației. În 1943, publică cea mai importantă operă a sa, care a pus bazele existențialismului în Franța, L'Être et le Néant (Ființa și neantul).

### Afirmarea
În 1945, Sartre inițiază apariția revistei literare și politice Les Temps Modernes, redactând manifestul-program împreună cu prietenul său Maurice Merleau-Ponty. În 1946 ține la Sorbona o celebră conferință intitulată „Existențialismul este un umanism” (vezi "Legături externe"), în care expune filozofia și morala existențialistă, punând capăt unor speculații naive asupra acestei doctrine filozofice. În acei ani Sartre înclină tot mai mult către o ideologie de stânga sau de inspirație marxistă și manifestă - cu deosebire în 1951-54 - o simpatie față de comunism ca societate alternativă, și față de Uniunea Sovietică, simpatie care-l îndepărtează mai apoi de o seamă de prieteni, precum André Gide, Albert Camus, André Malraux. După reprimarea violentă de către armata sovietică a revoltei anti-comuniste din Ungaria (1956), reacția imediată a lui Sartre a fost de condamnare a represiunii; se îndepărtează de partidul comunist francez; continuă să facă vizite private în Uniunea Sovietică, China comunistă și Cuba lui Fidel Castro. Abia după înăbușirea „Socialismului cu față umană” din Cehoslovacia de către forțele Tratatului de la Varșovia în 1968, Sartre se distanțează total, printr-o condamnare fermă și definitivă, de așa-numitul „socialism real”, rămânând doar un militant de stânga, un intelectual împotrivindu-se discursului autorității. În timpul războiului din Algeria este hotărât de partea F.L.N.-ului; ca represalii, armata clandestină O.A.S. pune la cale un atentat cu bombă, aruncându-i în aer locuința pe 7 ianuarie 1952. Din pricina luărilor sale de poziție, așa cum arată documentele epocii, Sartre este sub supravegherea serviciilor secrete franceze vreme de ani de zile, având pe urmele sale zeci de agenți, i se violează corespondența și îi sunt ascultate convorbirile telefonice. În 1964 refuză Premiul Nobel pentru literatură, căci „nici un om nu merită să fie consacrat din timpul vieții”, gest care provoacă scandal. Acceptă în schimb președinția Tribunalului Internațional, curte simbolică inițiată de filozoful și militantul englez Bertrand Russel pentru condamnarea războiului din Vietnam. Susține mișcarea studențească de protest din vara anului 1968, recunoscându-i importanța politică și morală. Sănătatea i se degradează rapid în acei ani. Uzat de o supraactivitate literară și politică, de consumul de tutun, alcool sau amfetamine (după propria-i mărturisire, ajunsese la un tub de 20 de pastile pe zi, pentru a putea să scrie în ritmul propus), într-o zi își pierde cunoștința. Este nevoit apoi să-și diminueze orele și ritmul de muncă. Vederea îi slăbește tot mai mult, iar în plimbările sale nu mai poate face mai mult de un kilometru pe zi.

### Anii din urmă

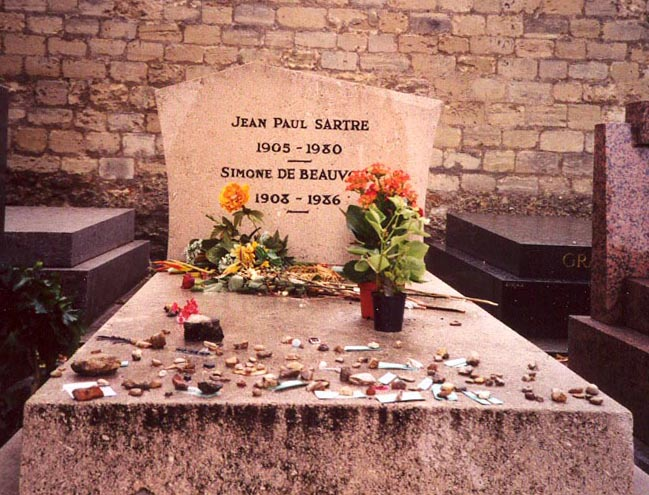
Mormântul lui Jean-Paul Sartre și al lui Simone de Beauvoir, Cimitirul Montparnasse, Paris

În toamna lui 1973 devine fondatorul și conducătorul cotidianului de stânga Libération, dar sănătatea șubredă îi limitează activitatea; în special scăderea progresivă a acuității vizuale până aproape de orbire îl împiedică să mai scrie și îl constrânge să-și angajeze un secretar particular. Jean-Paul Sartre moare în 15 aprilie 1980 la spitalul Broussais din Paris, în vârstă de 74 de ani, în urma unei embolii pulmonare. Știrea morții sale provoacă o vie emoție în întreaga lume. Zeci de mii de oameni, veniți de pe toate meridianele, vor însoți cortegiul funerar până la cimitirul Montparnasse din Paris pentru a-i aduce ultimul omagiu. A rămas faimoasă remarca unui tânăr către tatăl său la sfârșitul acelei zile: „Am fost la manifestația împotriva morții lui Sartre”. Considerat „filozoful libertății”, zeci de volume, monografii și studii apar în fiecare an în întreaga lume despre ideile, opera și viața sa.

## Premiul Nobel
Domnule Secretar,
După anumite informații de care am luat cunoștință astăzi, aș avea anul acesta unele șanse să obțin premiul Nobel. Deși ar fi prezumțios să mă pronunț asupra unui vot înainte ca el să aibă loc, îmi iau libertatea de a vă scrie pentru a risipi sau a evita o neînțelegere. Vă asigur mai întâi, Domnule secretar, de profunda mea stimă pentru academia suedeză și premiul cu care ea a onorat atâția scriitori. Cu toate acestea, din niște motive care îmi aparțin și din altele care sunt mai obiective, doresc să nu figurez pe lista laureaților posibili, și nu pot și nici nu vreau, nici în 1964, nici mai târziu, să accept această distincție onorifică.
Vă rog, Domnule secretar, să acceptați scuzele mele și să credeți în înalta considerație pe care v-o port,
J.-P. Sartre
Scrisoarea nu e însă deschisă decât după ce votul are loc; pe 22 octombrie 1964, un membru al Academiei anunță oficial: „Premiul Nobel din acest an a fost atribuit scriitorului francez Jean-Paul Sartre pentru opera sa care, prin spiritul de libertate și prin căutarea adevărului pe care le reprezintă, a exercitat o vastă influență asupra epocii noastre.”
Sartre e deci nevoit să scrie încă o epistolă Academiei, subliniind refuzul. Un extras semnificativ:
Motivele personale sunt următoarele: refuzul meu nu e un act improvizat. Am refuzat întotdeauna distincțiile oficiale. După război, în 1945, când mi s-a propus legiunea de onoare, am refuzat deși aveam prieteni care erau în guvern. La fel, n-am dorit niciodată să intru în Collège de France așa cum mi-au sugerat unii dintre prietenii mei. (...) Nu e același lucru dacă semnez Jean-Paul Sartre sau dacă semnez Jean-Paul Sartre laureat al premiului Nobel. (...) Un scriitor trebuie să refuze să se lase transformat în instituție, chiar dacă acest lucru are loc sub formele cele mai onorabile, cum este cazul acum.

## Opera

### Filozofie
- L'Imagination (Imaginația) 1936
- La Transcendance de l'Ego. Esquisse d'une description phénoménologique (Transcendența egoului. Schiță pentru o descriere fenomenologică), 1936
- Esquisse d'une théorie des émotions (Schiță pentru o teorie a emoțiilor), 1939
- L'Imaginaire. Psychologie phénoménologique de l'imagination (Imaginarul. Psihologie fenomenologică a imaginației) 1940
- L'Être et le Néant. Essai d'ontologie phénoménologique (Ființa și neantul) 1943
- L'existentialisme est un humanisme (Existențialismul este un umanism), conferință publică, 1946)
- Critique de la raison dialectique. Précédé de Question de méthode (Critica rațiunii dialectice, 1960)
- Cahiers pour une morale (Caiete pentru o morală), postum, publicat în 1983
- Situations philosophiques (Situații filosofice), 1990
- Vérité et existence (Adevăr și existență), 1990.

### Romane și nuvele
- La Nausée (Greața), 1938
- Le Mur (Zidul) (Le Mur; La Chambre; Érostrate; Intimité; L'Enfance d'un chef), 1939
- L'Enfance d'un chef (Copilăria unui șef), 2003
- Les Chemins de la liberté (Drumurile libertății): vol.I, L'Âge de raison (Vârsta rațiunii), 1945; vol.II, Le Sursis (Amânarea), 1945; vol.III, La Mort dans l'âme (Cu moartea în suflet), 1949
- Écrits de jeunesse (Scrieri de tinerețe), 1990

### Teatru
- Muștele (Les Mouches), 1943
- Cu ușile închise (Huis clos), 1945
- Morți fără îngropăciune (Morts sans sépulture) 1947
- Târfa cu respect (La Putain respectueuse) 1947
- Mâinile murdare (Les Mains sales) 1948
- Diavolul și bunul dumnezeu (Le Diable et le Bon Dieu) 1951
- Nekrassov, 1956
- Sechestratul din Altona (Les Séquestrés d'Altona), 1960
- Les Troyennes (adaptare după Euripide), 1966

### Critică
- Baudelaire, 1947
- Saint-Genet, comédien et martyr (Sfântul Genet, comediant și martir) 1952
- Qu'est-ce que la littérature? (Ce este literatura?), 1964
- L'Idiot de la famille (Idiotul familiei), monografie Flaubert, vol. I, 1971; vol. II, 1972
- Un théâtre de situation (Un teatru de situație) 1973
- Critiques littéraires (Cronici literare) 1975
- Mallarmé, 1984

### Eseuri
- Situations (Situații), 1947-1976
  - vol. I, Essais critiques, 1948
  - vol. II, Littérature et engagement, 1948
  - vol. III. Lendemains de guerre, 1949
  - vol. IV, Portraits, 1964
  - vol. V, Colonialisme et néo-colonialisme, 1964
  - vol. VI, Problèmes du marxisme, 1, 1964
  - vol. VII, Problèmes du marxisme, 2, 1965
  - vol. VIII, Autour de '68, 1972
  - vol. IX, Mélanges, 1972
  - vol. X, Politique et autobiographie, 1976
- Plaidoyer pour les intellectuels, 1972

### Eseuri politice
- L'Affaire Henri Martin. Textes commentés par Jean-Paul Sartre (Afacerea Henri Martin. Texte comentate de Jean-Paul Sartre), 1953
- Entretiens sur la politique, Gérard Rosenthal, David Rousset et Jean-Paul Sartre (Convorbiri despre politică), 1949
- Réflexions sur la question juive (Reflecții despre chestiunea evreiască), 1954 (prima ediție, 1946)
- On a raison de se révolter. Discussions entre Philippe Gavi, Jean-Paul Sartre et Pierre Victor (Avem dreptate să ne revoltăm), 1974

### Autobiografii, memorii, corespondență
- Les Mots (Cuvintele), 1964
- Carnets de la drôle de guerre (Carnete dintr-un război ciudat), 1983
- La Reine Albemarle ou le dernier touriste (Regina Albemarle sau ultimul turist), 1991
- Lettres au Castor et à quelques autres (Scrisori către Castor și către alte câteva), 1983

### Scenarii
- Vrăjitoarele din Salem (1957)
- Freud, passions secrètes (Freud, pasiuni secrete),1960, film documentar în regia lui John Huston;
- L'Engrenage (Mecanismul), 1996
- Le Scénario Freud (Scenariul Freud), 1984
- Les Jeux sont faits (Jocurile sunt făcute), 1996 (prima ediție, 1947)

### Prefețe, alte contribuții
- Nathalie Sarraute, Portrait d'un inconnu, 1956
- Frantz Fanon, Les Damnés de la terre, 1961
- Stéphane Mallarmé,  Poésies, 1966
- Albert Memmi, Portrait du colonisé précédé du Portrait du colonisateur, 1985
- Georges Michel, La Promenade du dimanche, 1967
- Antonin Liehm, Trois générations, 1970
- André Puig, L'Inachevé, 1970
- Gisèle Halimi, Le Procès de Burgos, 1971

### Contribuții la volume colective
- Le Chant interrompu. Histoire des Rosenberg, volum colectiv Aragon, P. Courtade, M. Druon, I. Ehrenbourg, F. Howard, J. Fréville, P. Gascar, Guillevic, F. Hellens, C. Julien, J. Kessel, J. Madaule, F. Mauriac, H. Pichette, V. Pozner, J. Prévert, C. Roy, J.-P. Sartre, A. Seghers, E. Triolet și de Vercors, ilustrații de Pablo Picasso - hors série, 1955
- Kierkegaard vivant, volum colectiv de J.-P. Sartre, J. Beaufret, G. Marcel, L. Goldmann, M. Heidegger, E. Paci, K. Jaspers, J. Wahl, J. Hersch et de N. Thulstrup. Allocution de René Maheu, 1966
- Tribunal Russel, vol. I, Le Jugement de Stockholm (publicat sub direcția lui Vladimir Dedijer); vol. II, Le Jugement final (publicat sub direcția lui Jean-Paul Sartre) 1967-1968

### Opere complete, în colecțiaPléiade
- Œuvres romanesques, 1982
- Théâtre complet 2005

### Evocări, corespondență, memorii, referințe
Simone de Beauvoir:
- Mémoires d'une jeune fille rangée, 1958;
- La Force de l'âge, 1960;
- La Force des choses, 1963;
- Tout compte fait, 1972;
- La Cérémonie des adieux, suivi d'Entretiens avec Jean-Paul Sartre, 1981;
- Journal de guerre, 1990;
- Lettres à Sartre, vol. I și II, 1990;
- Perdre la virginité, 1945.

Alți autori:
- Francis Jeanson, Sartre par lui-même, 1955
- Régis Jolivet, Sartre ou la théologie de l'absurde, 1965
- Francis Jeanson, Sartre dans sa vie, 1974
- Annie Cohen-Solal, Sartre - 1905-1980, 1999
- Bernard-Henri Lévy, Le siècle de Sartre, 2000
- Heiner Wittmann, L'esthétique de Sartre. Artistes et intellectuels, Paris 2001
- Ronald Aronson, Camus et Sartre : amitié et combat, Alvik, 2005
- Denis Bertholet, Sartre : l'écrivain malgré lui, Infolio, Gollion 2005
- Annie Cohen - Solal, Sartre, un penseur pour le 21è siècle, Gallimard, 2005
- Michel Contat, Passion Sartre: l'invention de la liberté, Textuel, 2005
- Alfredo Gomez-Muller, Sartre de la nausée à l’engagement, Le Félin, 2005
- Bernard Lallement, Sartre : l'improbable salaud, Le Cercle Midi, 2005
- Bernard Lefort, Sartre, réveille-toi, ils sont devenus mous!, Ramsay, 2005
- Benny Lévy, La cérémonie de la naissance / Lecture de Sartre, Verdier, 2005
- François George Maugarlone, Le concept d'existence. Deux études sur Sartre, Christian Bourgois, 2005